# Gordon and Betty Moore Foundation
La Fundación Gordon y Betty Moore es una fundación estadounidense establecida por el cofundador de Intel, Gordon E. Moore, y su esposa Betty I. Moore en septiembre de 2000 para apoyar el descubrimiento científico, la conservación del medio ambiente, las mejoras en la atención al paciente y la preservación del carácter del Área de la Bahía.
Como se describe en la Declaración de Intenciones del Fundador, el objetivo de la fundación es abordar problemas grandes e importantes a una escala en la que pueda lograr impactos significativos y medibles.
Según la OCDE, la Fundación Gordon y Betty Moore aportó USD 48,2 millones para el desarrollo en 2019 a través de subvenciones.

## Proyectos financiados

### Astronomía
- Encuesta automatizada de todo el cielo para supernovas (ASAS-SN)
- Telescopio del Horizonte de Sucesos (EHT)
- Matriz de época de hidrógeno de reionización (HERA)
- Telescopio Polo Sur (SPT)
- Telescopio de Treinta Metros (TMT)
- Observatorio W. M. Keck
- Arreglo de BICEP y Keck

### Biología
- Centro de Soluciones Oceánicas[4]
- Ciberinfraestructura comunitaria para la investigación y el análisis de la ecología microbiana marina avanzada
- Telescopio plegable
- Expedición mundial de muestreo oceánico
- Centro de Imágenes Avanzadas (AIC) | Campus de Investigación Janelia

### Materiales cuánticos
- Iniciativa sobre fenómenos emergentes en sistemas cuánticos[5]

### Descubrimiento basado en datos
- Proyecto Júpiter[6]
- Julia (lenguaje de programación)[7]
- Carpintería de datos[8]
- Paquete Python NumPy
- Paquete NumbaPython
- Paquete Dask Python
- R Consortium en apoyo de proyectos de lenguaje de programación R

#### Entornos de ciencia de datos de Moore-Sloan[9]
- Instituto de Ciencias de Datos de UC Berkeley (BIDS)[10]
- Centro de ciencia de datos de la Universidad de Nueva York[11]
- Instituto eScience de la Universidad de Washington[12]

### Iniciativa de microbiología marina (iniciativa que finaliza en 2021)[13]
- Premios a investigadores por investigación en ecología microbiana de alto riesgo (2012)[14]

### Otros proyectos (independientes)
- PLOS (Biblioteca Pública de Ciencias)
- Wikidata
- ASAPBio[15]

## Controversias
La Fundación Gordon y Betty Moore ha contribuido con 200 millones de dólares para la construcción del Telescopio de Treinta Metros. Un telescopio extremadamente grande propuesto (ELT), el Telescopio de Treinta Metros (TMT) se considera controvertido debido a su ubicación planificada en Mauna Kea, que se considera tierra sagrada según los hawaianos nativos, en la isla de Hawái en los Estados Unidos. La práctica cultural de los nativos hawaianos y los derechos religiosos son los principales puntos de oposición a la construcción del Telescopio de Treinta Metros, junto con preocupaciones sobre la falta de un diálogo significativo durante el proceso de obtención de permisos.
El 7 de octubre de 2014, los manifestantes protestaron frente a la sede de la Fundación en Palo Alto, California. El 14 de julio de 2019, los manifestantes crearon una petición en línea titulada "La detención inmediata de la construcción del telescopio TMT" que se publicó en Change.org y se dirigió a la Fundación Gordon y Betty Moore, así como a otros patrocinadores financieros. La petición en línea reunió más de 278.057 firmas en todo el mundo.